# Tirant lo Blanc

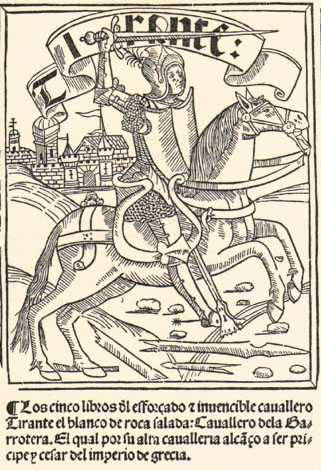
Titelblatt der kastilischen Übersetzung von 1511

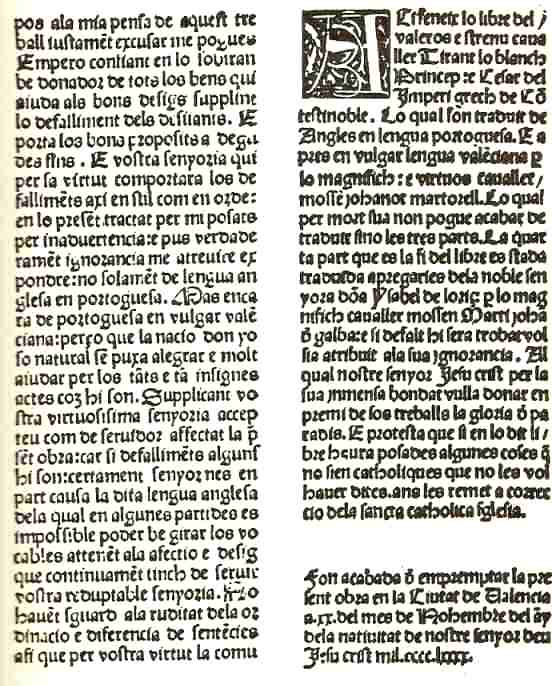
Prolog von Tirant lo Blanc

Tirant lo Blanc, in alter Schreibweise Tirant lo Blanch, (katalanisch für „Tirant der Weiße (Ritter)“), geschrieben von Joanot Martorell, ist ein 1490 in Valencia als Inkunabelauflage veröffentlichter, in der Tradition des höfischen Romans stehender spanischer Ritterroman in der altvalencianischen Sprache, einer Varietät des Katalanischen, und gilt aufgrund seines ungewöhnlich scharfen Realismus als Grundstein in der Geschichte des modernen Romans. Der Roman wurde 1497 in Barcelona erneut veröffentlicht.

## Handlung
Die Handlung erzählt von einem bretonischen Ritter namens Tirant mit dem Beinamen „der weiße Ritter“, der in Europa viele Abenteuer besteht, bis ihn der oströmische Kaiser zur Hilfe im Krieg gegen die Türken bittet. Tirant nimmt den Auftrag an und rettet das oströmische Reich vor den Türken. Danach besteht er einige weitere Abenteuer im Mittelmeerraum, stirbt allerdings, bevor er die schönste Frau des Reiches heiraten kann.
Einige Züge Tirants zeigen gewisse Ähnlichkeiten zu Roger de Flor, dem Führer der Almogàvers, der die Türken zu bekämpfen half und durch die Byzantiner ermordet wurde.

## Wirkung
Tirant lo Blanc gilt als eines der wichtigsten Bücher der valencianischen Literatur und wurde wiederholt als eines der besten jemals geschriebenen Bücher bezeichnet. Der Roman gilt als Hauptquelle für Miguel de Cervantes’ Don Quixote de la Mancha, der ein Jahrhundert später erschien. Cervantes bezeichnete Tirant lo Blanc als „das beste Buch der Welt“ und als einen „Schatz der Zufriedenheit und eine Mine des Zeitvertreibs“.
Im 16. Jahrhundert erlebte der Roman mehrere Auflagen, war dann allerdings beim Lesepublikum weitgehend vergessen. Im späten 20. Jahrhundert erlebte der Roman eine gewisse Renaissance (der Literaturwissenschaftler Dámaso Alonso kürte ihn gar zum „besten europäischen Roman des 15. Jahrhunderts“) und ist seither in mehreren Ausgaben und Übersetzungen erhältlich.
2006 wurde der Roman in Spanien verfilmt. Im September 2007 erschien erstmals eine deutsche Ausgabe mit dem Titel Der Roman vom Weißen Ritter Tirant lo Blanc. Sein Übersetzer, Fritz Vogelgsang, wurde für seine jahrzehntelange Übersetzungsarbeit des Romans im März 2008 mit dem Preis der Leipziger Buchmesse in der Kategorie „Übersetzung“ ausgezeichnet.

## Ausgaben
Deutsche Ausgaben:
- Der Roman vom Weißen Ritter Tirant lo Blanc. Gekürzte Ausgabe. Aus dem Altkatalanischen übersetzt von Fritz Vogelgsang. Fischer, Frankfurt am Main 1993, ISBN 3-10-042603-7
- Der Roman vom Weißen Ritter Tirant lo Blanc. Vollständige Ausgabe. Aus dem Altkatalanischen übersetzt von Fritz Vogelgsang. Fischer, Frankfurt am Main 2007, ISBN 978-3-10-042606-2
- Der Roman vom Weißen Ritter Tirant lo Blanc, Hörspiel, Der Audio Verlag 2007, ISBN 978-3-89813-677-8

Englische Ausgaben:
- Tirant Lo Blanc, übersetzt von David H. Rosenthal (1983, 1996), ISBN 0-8018-5421-0
- Tirant Lo Blanc: The Complete Translation (Catalan Studies, Vol 1), übersetzt von Ray La Fontaine (1994), ISBN 0-8204-1688-6

Niederländische Ausgabe:
- De Volmaakte Ridder, Amsterdam, Uitgeverij Atenaeum, 2001, 1039 SS., ISBN 9789025353247